# Варда Иканат
Варда Иканат (на гръцки: Βάρδας Ικανάτος) е византийски държавен функционер и провинциален управител по време на управлението на император Алексий I Комнин (1081 – 1118).
Варда Иканат е споменат за първи път без ранг или длъжност като един от участниците в синода от март 1082 г., който осъжда Йоан Итал. През март 1093 г. и март 1094 г. Иканат се споменава в актове за манастира „Свети Йоан Богослов“ на остров Патмос с ранг на куропалат и заемащ поста на претор (граждански управител) на обединените теми Елада и Пелопонес. До края на 1094 г. Иканат се завръща в Константинопол и е повишен в ранг на новилисим. Участва във Влахернския събор срещу Лъв Халкидонски и е посочен на 16-то място в списъка на присъстващите длъжностни лица.
От „Житието на свети Мелетий Нови“ се знае, че Варда Иканат е заемал длъжността претор на Елада и Пелопонес три пъти – два пъти, докато Мелетий е бил все още жив, и веднъж по време на смъртта му през септември 1105 г., когато Иканат дори е участвал в погребението на светеца.

## Цитирани източници
- ((French)) Gautier, Paul (1971). Le synode des Blachernes (fin 1094). Étude prosopographique. – Revue des études byzantines, 29,  213–284, doi:10.3406/rebyz.1971.1445, http://www.persee.fr/doc/rebyz_0766-5598_1971_num_29_1_1445

|  | Тази страница частично или изцяло представлява превод на страницата Bardas Hikanatos в Уикипедия на английски. Оригиналният текст, както и този превод, са защитени от Лиценза „Криейтив Комънс – Признание – Споделяне на споделеното“, а за съдържание, създадено преди юни 2009 година – от Лиценза за свободна документация на ГНУ. Прегледайте историята на редакциите на оригиналната страница, както и на преводната страница, за да видите списъка на съавторите. ВАЖНО: Този шаблон се отнася единствено до авторските права върху съдържанието на статията. Добавянето му не отменя изискването да се посочват конкретни източници на твърденията, които да бъдат благонадеждни. |